# Admiral Vladivostok
Pour les articles homonymes, voir Admiral.
Le HK Admiral Vladivostok (en russe Хоккейный клуб «Адмирал» Владивосток) est un club de hockey sur glace de Vladivostok en Russie.

## Historique
Le club est créé en 2013. Il fait son entrée dans la Ligue continentale de hockey (KHL) à partir de la saison 2013-2014.

Historique des logos de l’Admiral Vladivostok
Logo présenté durant l'été 2013.
Logo de 2013 à 2018.
Logo de 2018 à 2019.
Logo depuis 2019.
Logo depuis 2021.

## Saisons en KHL

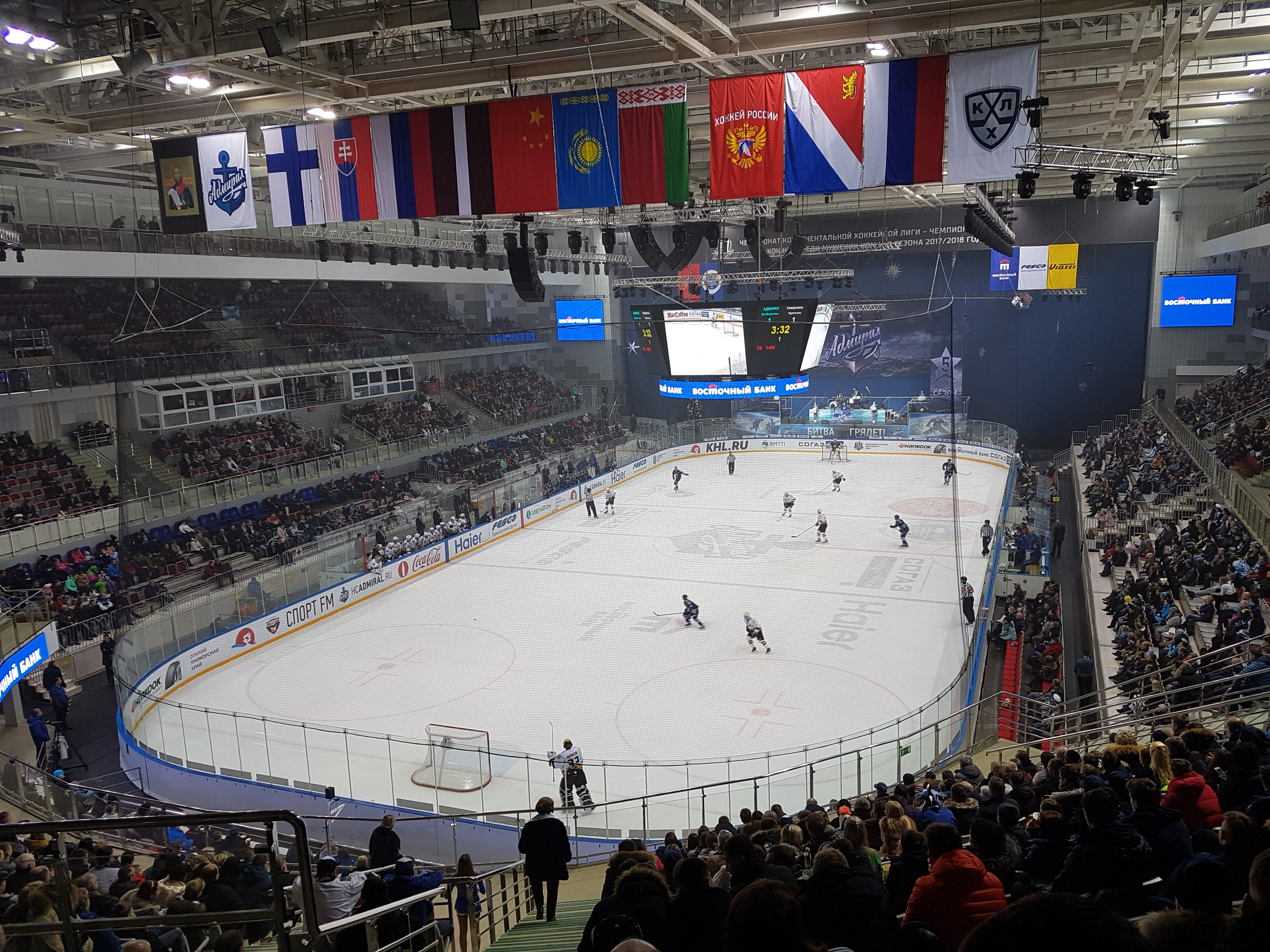
Salle Fetisov.

| Saison    | PJ               | V                | VP               | VTB              | D                | DP               | DTB              | BP               | BC               | Pts              | Classement       | Séries éliminatoires                                                               |
| --------- | ---------------- | ---------------- | ---------------- | ---------------- | ---------------- | ---------------- | ---------------- | ---------------- | ---------------- | ---------------- | ---------------- | ---------------------------------------------------------------------------------- |
| 2013-2014 | 54               | 21               | 1                | 4                | 23               | 1                | 4                | 135              | 129              | 78               | 16e/28           | Metallourg Magnitogorsk 1-4 (huitième de finale)                                   |
| 2014-2015 | 60               | 20               | 4                | 4                | 28               | 1                | 3                | 162              | 172              | 80               | 19e/28           | Non qualifié                                                                       |
| 2015-2016 | 60               | 25               | 2                | 6                | 23               | 1                | 3                | 157              | 163              | 95               | 13e/28           | Sibir Novossibirsk 1-4 (huitième de finale)                                        |
| 2016-2017 | 60               | 24               | 2                | 1                | 25               | 1                | 7                | 147              | 153              | 86               | 16e/29           | Avangard Omsk 2-4 (huitième de finale)                                             |
| 2017-2018 | 56               | 16               | 1                | 4                | 30               | 4                | 1                | 120              | 145              | 63               | 22e/27           | Non qualifié                                                                       |
| 2018-2019 | 62               | 18               | 0                | 5                | 34               | 2                | 3                | 139              | 176              | 51               | 21e/25           | Non qualifié                                                                       |
| 2019-2020 | 62               | 16               | 4                | 6                | 32               | 3                | 1                | 126              | 177              | 56               | 22e/24           | Non qualifié                                                                       |
| 2020-2021 | Ne participe pas | Ne participe pas | Ne participe pas | Ne participe pas | Ne participe pas | Ne participe pas | Ne participe pas | Ne participe pas | Ne participe pas | Ne participe pas | Ne participe pas | Ne participe pas                                                                   |
| 2021-2022 | 49               | 11               | 0                | 4                | 29               | 2                | 3                | 88               | 150              | 35               | 23e/24           | Non qualifié                                                                       |
| 2022-2023 | 68               | 21               | 5                | 7                | 26               | 4                | 5                | 131              | 139              | 75               | 13e/22           | Salavat Ioulaïev Oufa 4-2 (huitième de finale) Ak Bars Kazan 2-4 (quart de finale) |
| 2023-2024 | 68               | 14               | 4                | 3                | 35               | 6                | 6                | 148              | 197              | 54               | 20e/23           | Non qualifié                                                                       |
| 2024-2025 | 68               | 19               | 7                | 2                | 27               | 6                | 7                | 184              | 204              | 69               | 16e/23           | Traktor Tcheliabinsk 2-4 (huitième de finale)                                      |

## Palmarès
Néant.